# Huriwszczyna
Huriwszczyna (ukr. Гурівщина) – wieś na Ukrainie, w obwodzie kijowskim, w rejonie buczańskim, w hromadzie Dmytriwka. W 2001 liczyła 298 mieszkańców, spośród których 288 wskazało jako ojczysty język ukraiński, 9 rosyjski, a 1 mołdawski.